# NGC 4181
NGC 4181 est une galaxie elliptique relativement éloignée et située dans la constellation de la Grande Ourse. NGC 4181 a été découverte par l'astronome germano-britannique William Herschel en 1789.

## Caractéristiques
Sa vitesse par rapport au fond diffus cosmologique est de 9 801 ± 13 km/s, ce qui correspond à une distance de Hubble de 145 ± 10 Mpc (∼473 millions d'al).
À ce jour, une mesure non basée sur le décalage vers le rouge (redshift) donne une distance d'environ 142,000 Mpc (∼463 millions d'al). Cette valeur est à l'intérieur des valeurs de la distance de Hubble.